# Андарак
Андара́к (а́ндрак) — славянская женская поясная одежда типа юбки. В России андараки получили распространение в губерниях южнее Москвы — Рязанской, Тульской, Курской.
Андараки шили из шерстяной домотканины в полоску синего, красного и зелёного цвета в пять-семь полос. Верхний край собирался в складку и обшивался основной тканью или холстом. Застёгивался спереди или сбоку на пуговицу, крючок или продетый в пояс шнур. Иногда андараки по подолу украшали плисовой полосой, кружевом или тесьмой. Андараки однодворок отличались богатой полихромной вышивкой растительного характера гарусными нитками.
Андараки носили подпоясанными поверх женской рубахи с передником. Обычно в костюмный комплекс с андараком входили также кичкообразный кокошник, корсетка на шнуровке и кофта.